# غوانش

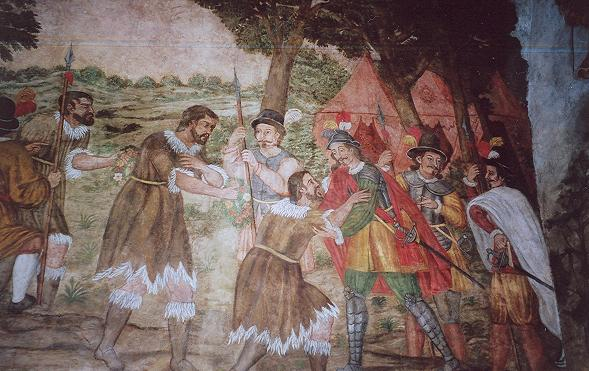
استسلام ملوك الغوانس بريشة آلونصو فرنانديز دي لوغو (تنيريف ، جزر الكناري)

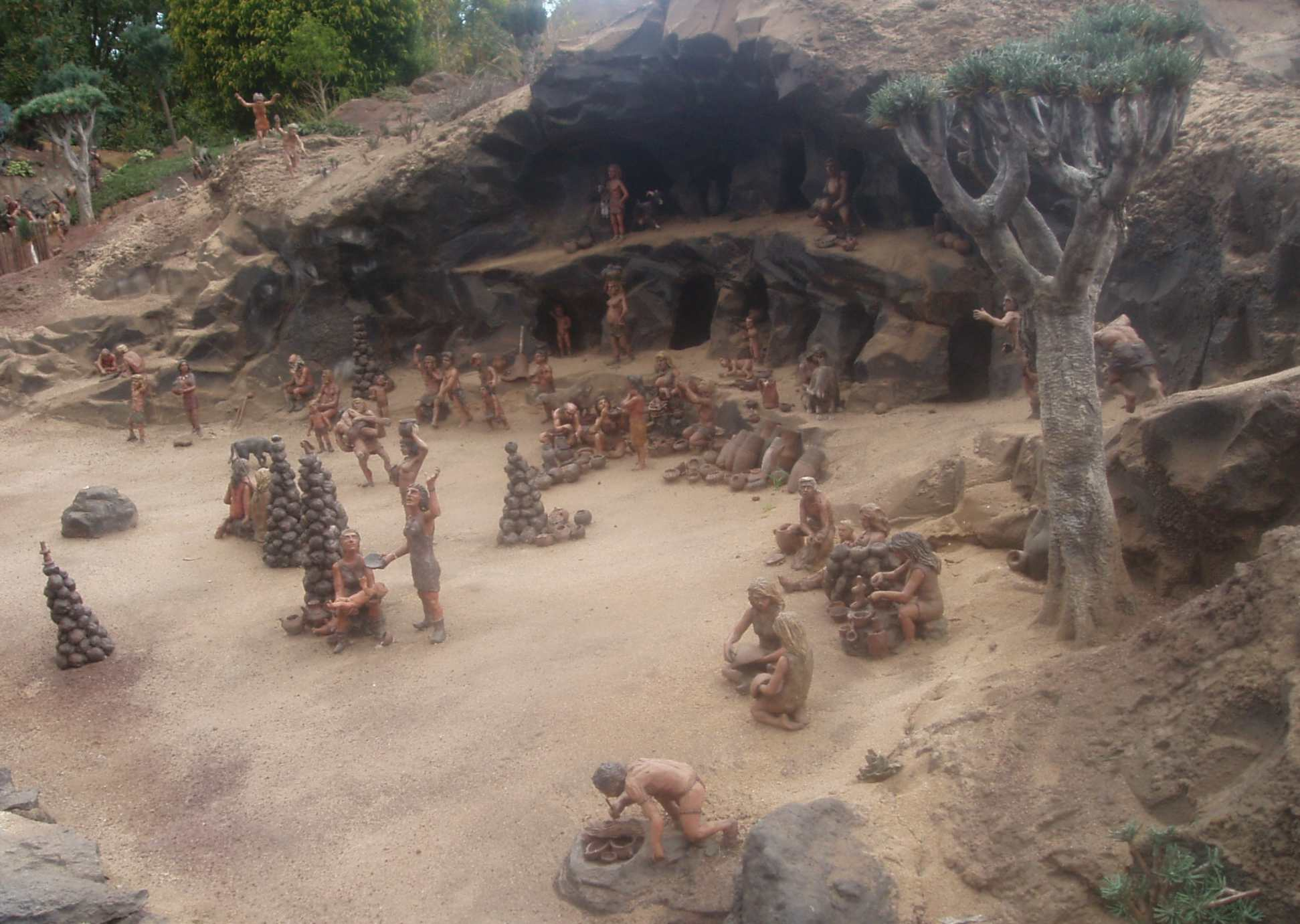
مجسم قرية للغوانش

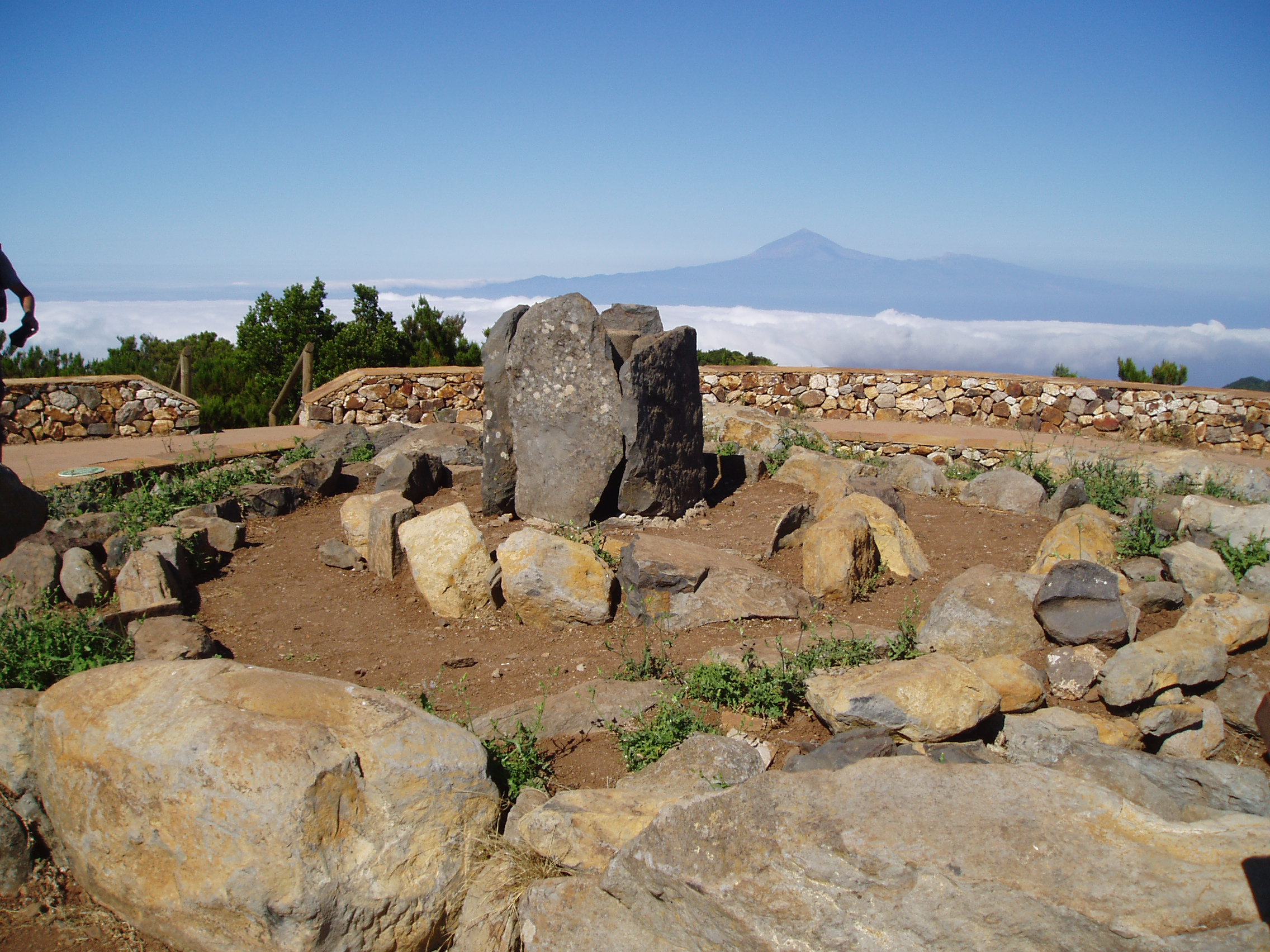
صورة لقمة أحد الجبال في جزيرة لا غوميرا

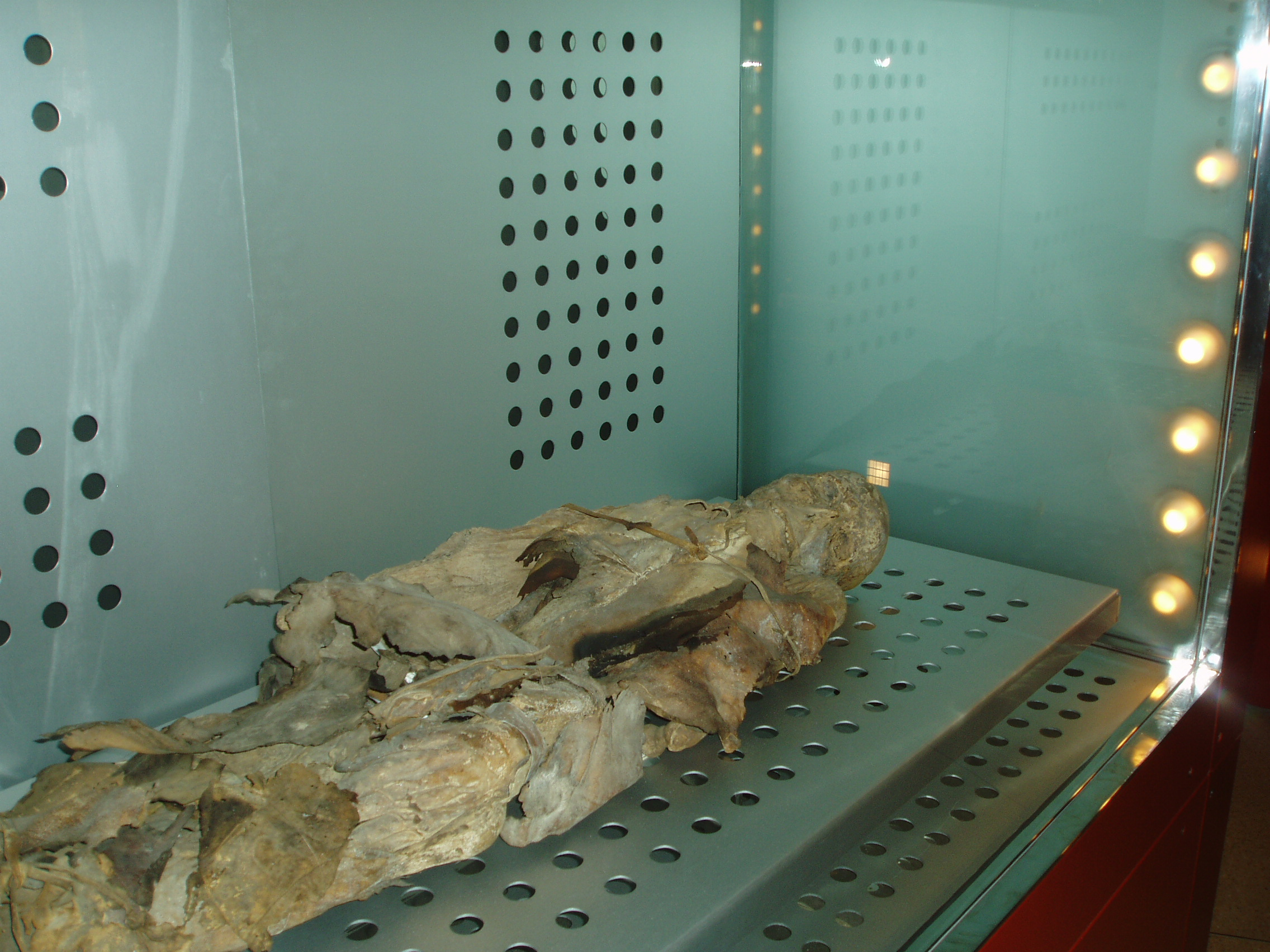
مومياء غوانش (تنريف)

الغوانش هم السكان الأصليون لجزر الكناري، ينحدرون من سوس ودرعة هاجروا إلى الأرخبيل بين 1000 ق. م. و100 ق.م. وهم ينحدرون من أصول أمازيغية. يمكن اعتبار الغوانش -كمجموعة متمايزة- بأنهم شعب منقرض.
وقد وجدهم الأوروبيون الذين استعمروا الجزر في العصور الوسطى يعيشون حياة بدائية مثل حياة العصور الحجرية الحديثة. واليوم، تكاد ثقافتهم تكون قد اختفت ولكن يمكن ملاحظة بعض آثارها مثل لغة الصفير السيلبو التي يتحدثها سكان جزيرة لا غوميرا.

## التاريخ
الغوانش هم فرع من الشعب الأمازيغي.
يقول المؤلف الروماني القديم بلينيوس الأكبر: بِناءاً على ما ورد عن الملك الموريتاني جوبا الثاني، فإن القرطاجيون القدماء قاموا برحلة استكشافية لجزيرة تينيريفي انطلقت عام 50 ق.م. بقيادة حانون ووجدوا أن الجزيرة خالية من السكان ولكنها تحتوي على آثار لأبنية عظيمة. بالإمكان إذن القول أن القرطاجيين أنفسهم لم يكونوا أول من سكن تلك الجزيرة.
قُتل الكثير من الغوانش وهم يقاتلون المستعمرين الأوروبيين الذين قدموا إلى الجزر في القرن 14، وبعضهم مات بسبب الأمراض التي لم تكن لديهم مناعة ضدها بسبب عزلتهم الجغرافية.
بقايا لغتهم -لغة الغوانش- لها سمات مشتركة مع اللغة الأمازيغية. وكان هؤلاء السكان الأصليين يتقنون التحنيط تماماً مثل المصريين القدماء ويصنعون المومياءات التي يوجد أكبر مجموعة منها في متحف الطبيعة والإنسان (سانتا كروث دي تينيريفه). وكان لهم دين ومعتقدات خاصة، فقد كانوا يعتقدون في كثير من الآلهة، والشياطين والأرواح.
ومن بين هذه الآلهة هي:
- آخمان - الخالق الله والله من السماء.
- ماجيك - إله الشمس.
- جيوتا - شيطان.
- شاكسيراكسي - الإلهة الأم.